# Drubchen Karnor
Drubchen Karnor (tibétain : གྲུབ་ཆེན་ཀར་ནོར, Wylie : grub chen kar nor) aussi appelé Drupchen Karnor Rinpoché et Karma Norbu Zangpo (tibétain : ཀརྨ་ནོར་བུ་བཟང་པོ, Wylie : karma nor bu bzang po, (1906-1er juillet 1984) est un moine et yogi tibétain. 

## Biographie
Karma Zhenphen Chökyi Gyatsho, aussi appelé Drubchen Karma Norbu Zangpo ou Drubchen Karnor en abrégé, est né en 1906 dans le clan de Garchung dans la localité de Jomda dans le Kham (dans l'actuelle préfecture de Chamdo de la région autonome du Tibet). Il a reçu les vœux de refuge de Palpung Ongan et les vœux d'ordination du 1er Berou Kyentse Rinpoché. Le 10e Zurmang Trungpa, Situ Pema Gyalpo et le 16e karmapa figurent parmi ses autres maîtres.
Drupchen Karnor est connu pour avoir pratiqué les six yogas de Nāropa, dont le toumo (génération de chaleur psychique), ce qui amena certains à considérer qu'il était une réincarnation de Milarépa. Ainsi, bien que moine ordonné, Drupchen portait des robes de coton blanc, même en hiver. Il vivait aussi dans une grotte dans les montagnes de Lathok, l'une des régions les plus froides du Tibet. 
Après un épisode de neige, Drupchen Karnor Rinpoché méditait la nuit et le lendemain matin, la neige fondait autour de lui. La chaleur émanait de son corps et on pouvait la ressentir assis à ses côtés. De même, la grotte était réchauffée par sa présence, alors que l'extérieur était glacial. 
Drupchen Karnor Rinpoché maîtrisait également la pratique de chulen (tibétain : བཅུད་ལེན, Wylie : bcud len), par laquelle on extrait l'essence des éléments, dans ses formes extérieure et intérieure. Par la pratique du chulen extérieur, le yogi peut subsister en consommant des pilules médicinales (mendrup), ainsi que peu ou pas de nourriture, et en cultivant sa clarté méditative. Par la pratique du chulen intérieur, le yogi extrait uniquement l'essence des éléments externes par des visualisations. Drupchen Karnor Rinpoché ne transmettait cette pratique qu'à des disciples ayant effectué neuf années de retraite et maîtrisant le tsa-lung (en).
En 1954, quand le karmapa accompagna le dalaï-lama à Pékin pour des négociations avec le président Mao Zedong, Drupchen Karnor est nommé abbé-régent (rgyal tshab) et instructeur de méditation par le karmapa. 
Vers février 1959, alors que le karmapa part en exil, il demande à Drupchen Karnor de rester dans le Kham pour y poursuivre ses activités. En raison des changements politiques au Tibet, Drupchen Karnor doit se cacher. Ainsi, il demeura un temps dans une étable parmi les animaux, mais vivait principalement dans des grottes ne possédant que sa robe et son bol de mendicité.
Dans les années 1950, l’Armée populaire de libération traverse le Kham où Drupchen Karnor se trouve en retraite au monastère de Surmang. Le monastère est gravement endommagé et les pratiquants pensent qu'ils seraient en danger s’ils ne s’échappent pas. Cependant, Drupchen Karnor a une vision du Mahākāla à quatre bras sous la forme d'un petit enfant les suppliant de poursuivre leur retraite. Ils sont restés et, miraculeusement, malgré les combats violents n'ont pas été blessés.
Entre 1959 et 1960, il est en retraite en samādhi loin des événements dramatiques de l'insurrection des Khampas et leur élimination par les troupes de l'Armée populaire de libération. Cependant, il est dénoncé, et sa retraite découverte, les gardes chinois sont venus l'arrêter. 
Drupchen Karnor Rinpoché a transmis des enseignements sur le mahamudra, le dzogchen et les six yogas de Nāropa notamment à Khenpo Karten Rinpoché.
Le troisième jour du cinquième mois lunaire de 1984 (1er juillet 1984), Drubchen Karnor est mort.